# Chad Brown
Chad Brown (nacido el 6 de septiembre de 1996 en Deltona, Florida) es un jugador profesional estadounidense de baloncesto, que mide 2,06 metros y actualmente juega en la posición de pívot para el Apollon Patras B.C. de la A1 Ethniki, la primera categoría del baloncesto griego.

## Profesional
Es un pívot formado en Long Island Lutheran Middle and High School de Brookville en Nueva York antes de formar parte de la Universidad de Florida Central, en la que ingresó en 2015 para jugar durante cuatro temporadas con los UCF Knights.
Tras no ser elegido en el draft de la NBA de 2019, jugaría un encuentro de la liga de verano de la NBA 2019 con Orlando Magic.
En octubre de 2019, firmaría un contrato  temporal con Dallas Mavericks pero sería incorporado a los Texas Legends para disputar la NBA G League durante la temporada 2019-20, en el que promedió 5,45 puntos en 42 partidos disputados.
El 15 de agosto de 2020, firma por el Charilaos Trikoupis B.C. de la A1 Ethniki griega.
En verano de 2021, firma por el Peristeri B.C. de la A1 Ethniki, la primera categoría del baloncesto griego, para disputar la temporada 2021-22.
El 13 de noviembre de 2022, firma por el Hapoel Gilboa Galil de la Ligat ha'Al, la primera categoría del baloncesto israelí.